# Уинчестер (Невада)
Уинчестер (англ. Winchester) — невключённый город и статистически обособленная местность в округе Кларк на западе штата Невада, США, включающий в себя часть Лас-Вегас-Стрип. Уинчестер управляется Комиссией округа Кларк с рекомендациями Консультативного совета города Уинчестер.

## История
Город был основан в апреле 1951 года под названием Парадайс-Эй (англ. Paradise A), а в 1953 году переименован в Уинчестер.

## География
Уинчестер расположен в восточно-центральной части долины Лас-Вегас. На севере он граничит с Лас-Вегасом, на западе и юге со статистически обособленной местностью Парадайс и на востоке с Санрайз-Манор.
По данным Бюро переписи населения США, Уинчестер имеет площадь 11,2 км².

## Демография
| Год переписи | Нас.  |  | %±    |
| ------------ | ----- |  | ----- |
| 1970         | 13981 |  | —     |
| 1980         | 19728 |  | 41,1% |
| 1990         | 23365 |  | 18,4% |
| 2000         | 26958 |  | 15,4% |
| 2010         | 27978 |  | 3,8%  |
| 1970–2010    |       |  |       |

По данным переписи населения 2000 года в Уинчестере проживало 26 958 человек, 6052 семей, насчитывалось 11 986 домашних хозяйств и 13 535 жилых домов. Средняя плотность населения составляла около 2414,4 человек на один квадратный километр. Расовый состав Уинчестера по данным переписи распределился следующим образом: 71,83 % белых, 7,03 % — чёрных или афроамериканцев, 0,87 % — коренных американцев, 5,36 % — азиатов, 0,44 % — выходцев с тихоокеанских островов, 4,81 % — представителей смешанных рас, 9,66 % — других народностей. Испаноязычные составили 29,01 % от всех жителей.
Из 11 986 домашних хозяйств в 20,2 % — воспитывали детей в возрасте до 18 лет, 33,3 % представляли собой совместно проживающие супружеские пары, в 11,7 % семей женщины проживали без мужей, 49,5 % не имели семей. 38,7 % от общего числа семей на момент переписи жили самостоятельно, при этом 14,3 % составили одинокие пожилые люди в возрасте 65 лет и старше. Средний размер домашнего хозяйства составил 2,24 человека, а средний размер семьи — 3,01 человека.
Население по возрастному диапазону по данным переписи 2000 года распределилось следующим образом: 19,8 % — жители младше 18 лет, 9,0 % — между 18 и 24 годами, 29,2 % — от 25 до 44 лет, 24,5 % — от 45 до 64 лет и 17,5 % — в возрасте 65 лет и старше. Средний возраст жителей составил 40 лет. На каждые 100 женщин в Уинчестере приходилось 106,4 мужчин, при этом на каждые 100 женщин 18 лет и старше приходилось 105,7 мужчин также старше 18 лет.
Средний доход на одно домашнее хозяйство составил 32 251 долларов США, а средний доход на одну семью — 39 451 долларов. При этом мужчины имели средний доход в 27 886 долларов США в год против 22 453 долларов среднегодового дохода у женщин. Доход на душу населения составил 20 615 долларов в год. 11,4 % от всего числа семей в статистически обособленной местности и 14,0 % от всей численности населения находилось на момент переписи населения за чертой бедности, при этом 19,2 % из них были моложе 18 лет и 8,5 % — в возрасте 65 лет и старше.